# Aeroportul Buin
Aeroportul Buin (IATA: UBI) este un aeroport din Papua Noua Guinee ce deservește zona Kara, Bougainville⁠(d).
aeroportul dispune de o singură pistă. Este operat de Imperial Japanese Naval Air Service⁠(d).